# Царичин-Град
Юстиніана Прима (лат. Iustiniana Prima; серб. Јустинијана Прима, трансліт. Justinijana Prima) було східноримським містом, яке існувало з 535 по 615 рік, і наразі археологічне місце, відоме як або Царичин Град (серб. кир.: Царичин Град), поблизу сучасного Лебане в регіоні Лесковац, південна Сербія. Воно було засноване імператором Юстиніаном I (527—565) і слугувало столичною резиденцією новоствореного архієпископства Юстиніани Прими, яке стало головним церковним адміністративним органом центральних і західних Балкан з юрисдикцією від Превалітани до Прибережної Дакії. Юстиніана Прима спочатку був задуманий як столиця префектури Іллірії, але з причин, імовірно пов'язаних із його статусом поблизу римських кордонів у 6 столітті н. е., Салоніки віддали перевагу. Він був покинутий менш ніж через 100 років після заснування.
У 1979 році археологічний об'єкт Юстиніана Прима (Царичин Град) був доданий до списку археологічних об'єктів виняткової важливості, які офіційно охороняються Республікою Сербія.

## Історія

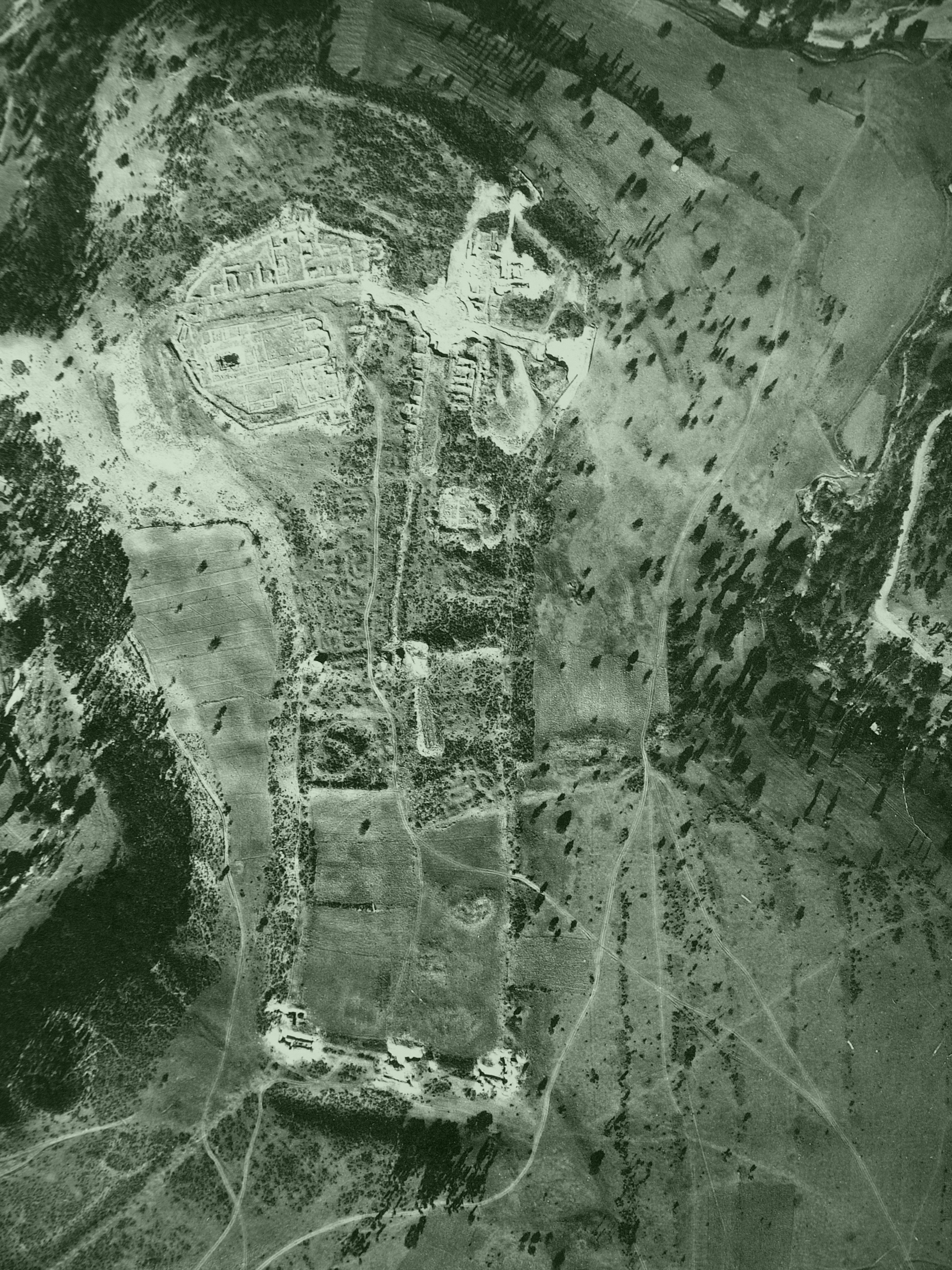
Аерофотознімок 1937 р. Фотоархів Військово-географічного інституту Сербії

Місто було засноване імператором Юстиніаном I у 535 році. Воно існувало до 615 року і була розроблена як резиденція архієпископства Юстиніани Прими. Архісвященник іллірійців ('Ιλλυριών άρχιερεύς), який сидів у Юстиніані Примі, мав юрисдикцію над Прибережна Дакія, Дакією Середземноморською, північною Верхньою Мезією, Дарданією, Македонією, Превалітаною та територією Bassianae у Паннонії Секунда. Заснування архієпископства згадується у власному романі Юстиніана XI від 535 р., коли він підносить митрополита до архієпископа, незалежного від архієпископа Солунського. Заснування розглядається як частина ворожнечі між Юстиніаном і архієпископом Східної Іллірії, який був папським вікарієм.
Місто мало стати столицею Іллірії, але Салоніки віддали перевагу, і Юстиніан Прима отримав юрисдикцію над територіями єпархії Дакії. Тим не менш, новий фундамент був не без значення, і Юстиніан подбав про те, щоб це місто, яке було одним з його улюблених проектів, отримало всю необхідну підтримку. У 545 році Юстиніан видав ще один закон, який підкреслював єпископські права та статус Юстиніани Прими, що також підтверджено листами, якими Юстиніан і папа Григорій I обмінялися наприкінці 6 століття.
У плануванні міста поєдналися класичні та християнські елементи: терми, левантійська агора, вулиці з колонадами. Типові східносередземноморські риси поєднувалися з численними церквами. Прокопій у своїх «Будівлях» так описує місто:
Тому він побудував навколо цього місця стіну з невеликого циркуля у формі квадрата, розмістивши вежі на кожному куті, і назвав його, як воно насправді є, Тетрапіргія. І неподалік від цього місця він побудував дуже відоме місто, яке назвав Юстиніана Прима, таким чином віддавши борг вдячності дому, який його виховав. У цьому місці він також побудував акведук і завдяки цьому місто було добре забезпечене постійною водою. І багато інших починань було здійснено засновником цього міста - робіт величезних розмірів і заслуговують на особливу увагу. Бо перерахувати церкви нелегко, і неможливо розповісти словами про житло магістратів, великі стої, чудові ринкові площі, фонтани, вулиці, лазні, крамниці. Коротше кажучи, місто є і великим, і густонаселеним, і благословенним у всіх відношеннях.
Місто було покинуто близько 615 року. Одним із факторів може бути вторгнення аварів із півночі Дунаю, іншим — відсутність політичного інтересу до міста після часів Юстиніана. Серед багатьох інших імпортних знахідок присутність 2 одиниць певного типу фібул і кераміки ручної роботи вважалося ознакою присутності слов'ян ще до аварської навали (584 р.).

## Археологічний пам'ятка
Величезна кореляція між археологічною пам'яткою та описом Прокопія, а також знахідки печаток архієпископа Юстиніани Прими визначили ототожнення Юстиніани Прими з Каричин Градом. Археологічні розкопки ведуться вже майже 100 років за участю французьких, а нещодавно й німецьких дослідників. Є постійна експозиція в Національному музеї в Лесковаці. На самому місці пам'яток є вражаючі залишки укріплень, акрополя, а також кількох церков і багатьох інших будівель.